# Masstech T4
Le Masstech T4 est un véhicule militaire léger français, basé sur la Toyota Land Cruiser HZJ 76 et modifié par la société Technamm.

## Historique
Il est conçu en 2016 à partir d'un appel d'offres de l'Armée de terre française. Confrontée au remplacement des Peugeot P4 et en attendant les ACMAT VT4, l'armée française le commande en 500 exemplaires, les premiers livrés en avril 2017 et le dernier en novembre 2018. Les forces spéciales françaises commandent également 50 Masstech Recamp, également commandés en 250 exemplaires pour la force conjointe du G5 Sahel et 60 pour la Jordanie en 2019.
Mi-novembre 2022, la France donne un premier lot de Masstech T4 à la Tunisie, avec l’ambition d’en fournir 100 exemplaires. En décembre 2022, un nouveau contrat de 128 exemplaires pour la Force conjointe du G5 Sahel est annoncé.

## Caractéristiques

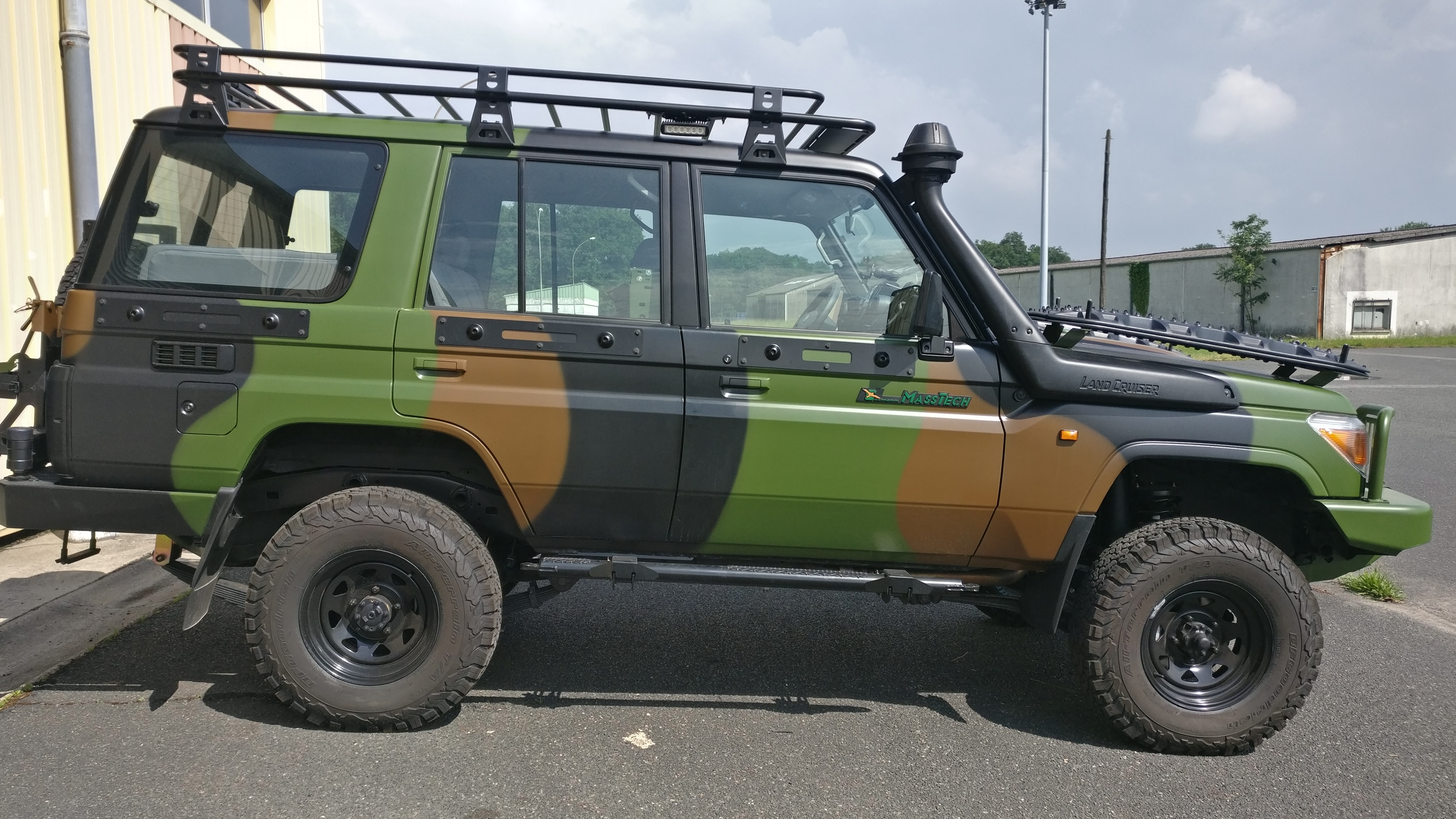
Masstech T4 de profil.

La base du Masstech T4 est construite par Toyota au Japon, à partir du modèle HZJ 76. Technamm réalise ensuite la militarisation à Aix-en-Provence. En particulier, le véhicule est doté d'une radio PR4G, d'un terminal SITEL et d'un GPS DAGR (en). Il peut embarquer quatre combattants équipés ou cinq passagers.
Déployé uniquement en France avec l'Opération Sentinelle, son moteur, rustique et compatible avec les carburants africains et militaires, autorise son envoi en OPEX.
Son coût unitaire est de 70 000 euros, dont 60% revient à Masstech.
En 2018, Technamm a livré 50 Masstech Recamp SAVANA pour l'équipement de l'Armée de terre française. Le Recamp est la version pick-up simple cabine du Masstech T'.

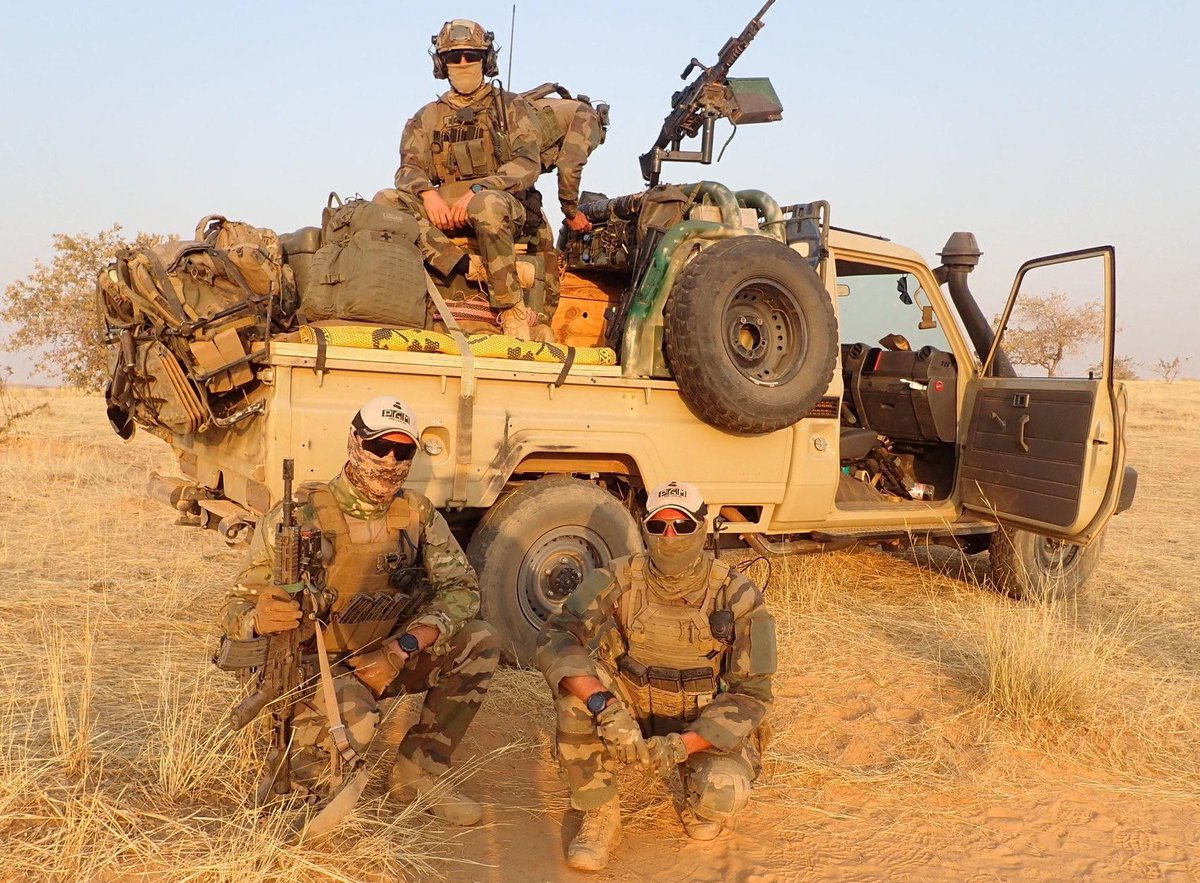
Masstech Savana / Recamp

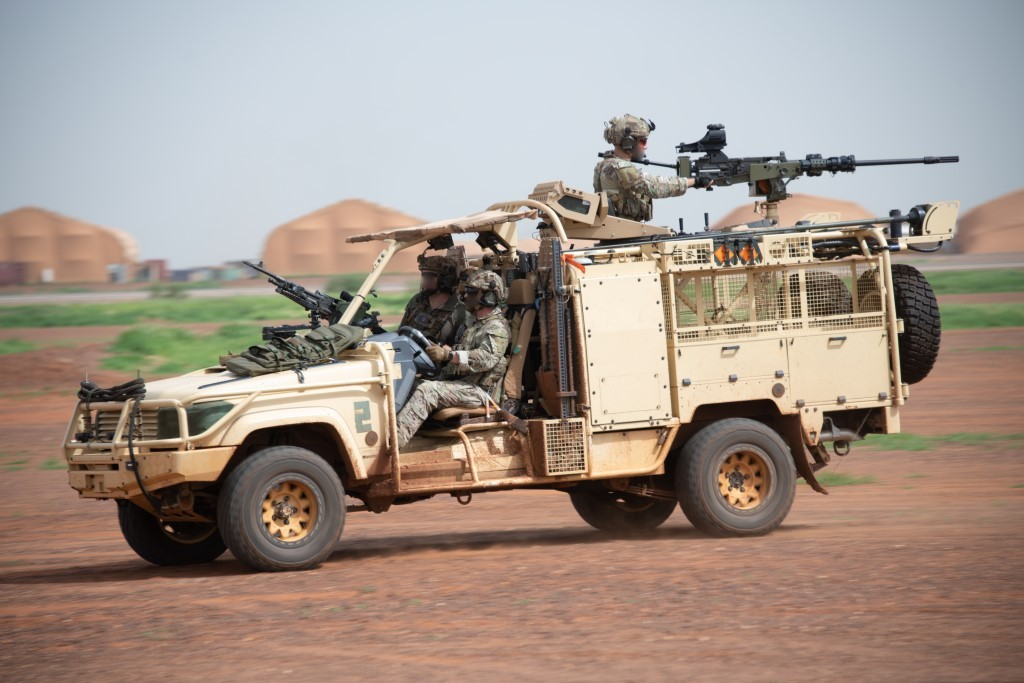
Masstech T4 VOS-PAT

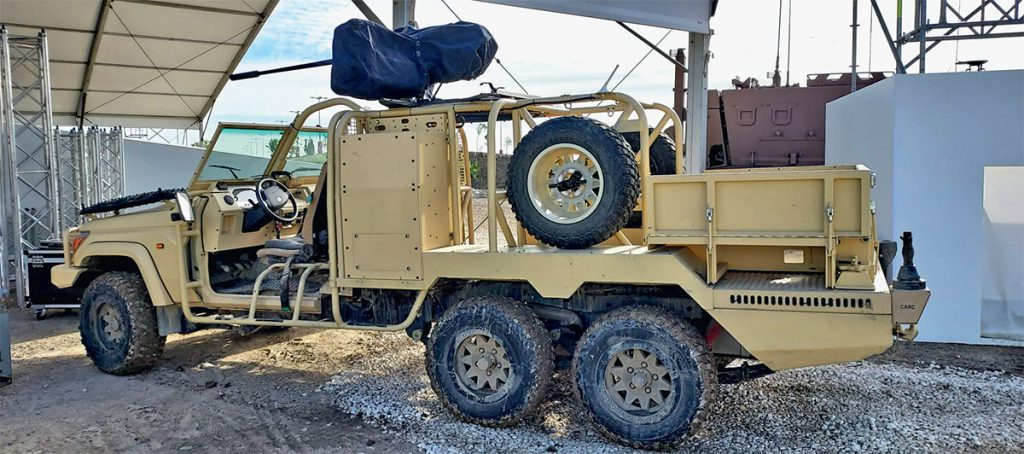
Masstech T6 VOS-APP

En 2020, Technamm a livré 65 Masstech T4 appelés VOSPAT « véhicules d’opération spéciale pour la patrouille » pour l'équipement de l'Armée de terre française.
En 2023, Technamm a livré 45 Masstech T6 appelés VOS APP « véhicules d’opérations spéciales version appui » pour l'équipement de l'Armée de terre française. Le Masstech T6 est la version pick-up 6x6 (simple ou double cabine) du Masstech T4.
En 2023, Technamm a livré 18 Mastech T4 Commando à l'armée de l'air française.
En 2025, Technamm doit livrer 8 Masstech T6 ARMURE ( Masstech T6  "protégés" ) pour l'équipement de l'Armée de terre française afin de les transformer pour les Forces Spéciales.